# جند الشام
سربازان شام یکی از گروه‌های درگیر در جنگ داخلی سوریه است.ایدئولوژی این گروه سلفییت جهادی است.جنگجویان این گروه را لبنانی‌های تندرو تشکیل می‌دهند و عمده فعالیت آن در مرزهای شمالی لبنان می‌باشد.این گروه در ۲۴ دسامبر ۲۰۱۲ تشکیل شد و موسسش ابوسلیمان المهاجر می‌باشد.